# Heteronychia sachalinensis
Heteronychia sachalinensis är en tvåvingeart som beskrevs av Yu. G. Verves 1978. Heteronychia sachalinensis ingår i släktet Heteronychia och familjen köttflugor. Inga underarter finns listade i Catalogue of Life.